# Vardo-, Laster- och Fjällfjällen
Vardo-, Laster- och Fjällfjällen este o arie protejată (arie specială de conservare — SAC, sit de importanță comunitară — SCI, arie de protecție specială avifaunistică — SPA) din Suedia întinsă pe o suprafață de 106.338 ha, integral pe uscat.

## Localizare
Centrul sitului Vardo-, Laster- och Fjällfjällen este situat la coordonatele 65°14′33″N 14°41′14″E / 65.2424°N 14.6871°E.

## Înființare
Situl Vardo-, Laster- och Fjällfjällen a fost declarat arie de protecție specială avifaunistică în mai 2018 pentru a proteja 2 specii de plante și 20 de specii de animale. Alte tipuri de protecție:
- sit de importanță comunitară (în decembrie 1998)
- arie specială de conservare (în decembrie 2009)[1][3][4]

## Biodiversitate
Situată în ecoregiunea alpină, aria protejată conține 20 de habitate naturale: Turbării Aapa, Lacuri și iazuri distrofice naturale, Pajiști alpine și boreale, Liziere de ierburi înalte hidrofile de câmpie și de nivel montan până la alpin, Râuri de munte și vegetația erbacee de pe malurile acestora, Izvoare fino-scandinave și mlaștini produse de izvoare bogate în minerale, Pajiști aluvionare boreale nordice, Grohotișuri silicioase de la nivelul montan până la nivelul zăpezii (Androsacetalia alpinae și Galeopsietalia ladani), Mlaștini alcaline, Tufărișuri subarctice cu Salix spp., Pante stâncoase silicioase cu vegetație casmofită, Pante stâncoase calcaroase cu vegetație casmofită, Mlaștini turboase de tranziție și turbării mișcătoare, Grohotișuri calcaroase și de șisturi calcaroase de la nivelul montan până la nivelul alpin (Thlaspietea rotundifolii), Păduri nordice subalpine/subarctice cu Betula pubescens ssp. czerepanovii, Pajiști alpine și subalpine calcaroase, Pajiști boreale și alpine pe substrat silicios, Pajiști cu Molinia pe soluri calcaroase, turboase sau argilos-nămoloase (Molinion caeruleae), Fânețe montane, Formațiuni pioniere alpine de Caricion bicoloris-atrofuscae.
La baza desemnării sitului se află mai multe specii protejate:
- plante (2): Calamagrostis chalybaea, Gymnigritella runei
- păsări (17): ciuf de câmp (Asio flammeus), Charadrius morinellus, erete vânăt (Circus cyaneus), șoim de iarnă (Falco columbarius), Gallinago media, cufundar polar (Gavia arctica), cufundar mic (Gavia stellata), gușă albastră (Luscinia svecica), bufniță polară (Nyctea scandiaca), notatița cu ciocul subțire (Phalaropus lobatus), bătăuș (Philomachus pugnax), ciocănitoare de munte (Picoides tridactylus), ploier auriu (Pluvialis apricaria), Sterna paradisaea, Surnia ulula, cocoșul de mesteacăn (Tetrao tetrix tetrix), fluierar de mlaștină (Tringa glareola)
- mamifere (3): vulpe polară (Alopex lagopus), gluton (Gulo gulo), râs eurasiatic (Lynx lynx)